# Országos Református Tanáregyesület
Az Országos Református Tanáregyesület egy 1902-ben alakult, majd 1991-ben újraalakult szervezet, amely a Kárpát-medencei református iskolákat és azokban tanító tanárokat fogja össze.

## Megalakulása
A kiegyezés után, 1878-ban alakult meg a Tiszántúli Református Középiskolai Tanáregyesület, mely már a kezdetektől országos hatáskörrel igyekezett működni, ahogy alapszabályzatában is leszögezték: „az egyesület czélja: általában ugyan az összes hazai, de különösen a prot[estáns] felekezeti középiskolai tanügy előmozdítására törekedni” A tiszántúliak egyesületéből fejlődött ki később az ORTE. A Dunamelléki Református Tanáregyletet 1882-ben hozták létre. Felekezeti különbség nélkül létezett már ekkor az 1867-ben alakult Országos Középiskolai Tanáregyesület.
Az egyesület megalakulásának elvi döntést tekintve, már 1901. augusztus 28-án, a Tiszántúli Református Középiskolai Tanáregyesület karcagi küldöttülésén megtörtént, de országos szervezetté hivatalosan csak 1902-ben alakult át, és akkor vette fel az Országos Református Tanáregyesület nevet is. Megalakulásakor az egyházi autonómia visszaszorulása, az állam tanügyi befolyásának növekedése és az erősödő szekularizáció jelentették azokat a kihívásokat, amelyekre a református tanártársadalom egyesületbe szervezkedve igyekezett megadni a maga válaszát. A debreceni alakuló ülésen, 1902. április 1-jén 358 tag jelent meg, és az alakuló gyűlés krónikása szerint soha annyi református tanár nem volt még együtt Magyarországon.
Az 1902-ben elfogadott alapszabály 1942-ig kisebb módosításokkal érvényben maradt, 1942-ben tartalmi változtatások történtek ugyan, de a szervezeti keretek az ORTE megszűntéig, 1950-ig változatlanok voltak. A újrainduláskor módosult az Alapszabály, és lehetőséget nyújt arra is, hogy a református iskolákban tanító nem református felekezetű tanárok, valamint a nem egyházi iskolákban oktató református tanárok is szerepet vállaljanak az ORTE-ban.
Az egyesületnek rendes, pártoló, alapító és tiszteletbeli tagjai lehetnek: rendes tagok a tanárok, pártolók, akik nem tanárok, de tagdíjat fizetnek, tiszteletbeli tagot pedig a közgyűlés választ. Indítványozási, tanácskozási joga mindenkinek volt a közgyűlésen, szavazati joga azonban csak a rendes tagnak; ugyanígy csak rendes tag volt választható a tisztségekre, a többiek csak választók voltak. A tagság megszűnéséről az 1902-es szabályzat csak egy mondatban tesz említést (csak írásos nyilatkozat útján lehet kilépni), az 1942-es módosítás épp erre a kérdésre irányult a leginkább, egy ridegebb kor szellemének megfelelően (a kilépő tagtól a járásbíróság hajtja be a tagdíjhátralékot, és egy új elem is megjelenik: a kizárás, amit ráadásul nem is a közgyűlés, hanem a központi igazgatóság eszközöl).
Az egyesület ügyeit a hat évre választott tisztviselők (elnök, alelnökök, főjegyző, aljegyzők, pénztárnokok) mellett az évente ülésező közgyűlés és a tisztviselőkből, a tanári karok képviselőiből álló választmány intézi, valamint a központi igazgatóság, továbbá a szakosztályok.

## Az első világháború után
A trianoni döntés 14 református tanintézetet szakított el az anyaországtól (Kolozsvár, Marosvásárhely, Máramarossziget, Nagyenyed, Rimaszombat, Sepsiszentgyörgy, Szatmárnémeti, Szászváros, Székelyudvarhely, Zilah gimnáziumai, Nagyenyed tanítóképzője, Nagyvárad tanítónőképzője és Szatmár leánynevelője; összesen 134 tag). A csonka-magyarországi tagság száma 406 fő maradt (köztük 250 gimnáziumi, 32 teológiai, 48 leány-középiskolai tanár, a többiek testületen kívüliek, 34-en tanítóképzők tanárai).

## A második világháború után
A háború végére az ORTE több mint negyedmilliós vagyona csaknem teljesen megsemmisült, az egyesület irattári anyagának nagy része 1944-ben, a Kollégium épületében elpusztult. Újfehértói földjeit 1945 júniusában elvették, Borszék újra román megszállás alá került, a balatonboglári üdülőt előbb a Vöröskereszt, majd a Cionista Szövetség vette igénybe. 1949. október 5-én Kádár János belügyminiszter „jóváhagyja” az Egyetemes Konvent Elnökségének előterjesztését a 14 legfontosabb egyesület sorsáról, köztük az ORTE megszüntetéséről.
Az egyetemes konvent elnöksége 1950. március 9-10-én tartott ülésén Papp Ferenc konventi tanügyi előadóként tett előterjesztése alapján, 1961/1950. számú határozatával hagyta jóvá az egyesület feloszlását. Ekkor még az országban öt református főiskola, négy gimnázium, két leánygimnázium és három tanítóképző működött, vagyis az egyesület fenntartására az 1948 decemberében született közgyűlési határozatban felhozott indokok érvényben voltak, de az államhatalom és az akaratát kiszolgáló egyházvezetés másképpen döntött.

## Újraalakulás
A Országos Református Tanáregyesület 1991. október 16-án Debrecenben alakult újjá, de tényleges tevékenységét 1992-től végzett. Az újraalapítók egybehangzó véleménye szerint az egyesület feloszlását az államosítás során megszűnt egyházi iskolák hiánya vonta maga után, ismételt létrejöttében is döntő körülmény az egyházi iskolarendszer 1989 utáni újjászületése, de létének értelmet nyilvánvalóan az új kihívásokra adott válaszai fognak adni. Az elfogadott alapszabály sokban emlékeztet az néhai egyesület szervezeti szabályzatára: neve, pecsétje azonosak, elvei hasonlóak: „összefogja a magyar református iskolaügyért tenni akaró személyeket. Erősíti a református iskolák protestáns szellemiségét rendezvényekkel, kiadványok megjelentetésével. Tagjainak érdekeit védi.”
1993. április 3-4. között Pápán a 102 tagot számláló egyesület konferenciáját és közgyűlését összevonva tartott találkozót. A közgyűlésen tisztújításra is sor került, a konferencián szekciókban folyt a munka, végül közös zárónyilatkozatot fogadtak el, amely országos oktatási koncepciót, az ingatlanokért kártalanítást, ösztöndíj-lehetőségeket, egységes hittantantervet, szakképzést, iskolaszékek létrehozását, a Zsinattól anyagi támogatást szorgalmazott.
Az egyesületnek a 2000. év végén 256 rendes tagja volt, közülük 36 nem magyar állampolgár. 2001 februárjában a választmány diák etikai kódex készítését határozta el, amelyben a diákok magatartásának a házirendből kimaradó kérdéseit igyekeznek tisztázni, szabályozni (azonban csak a tiszántúliak küldték el megbízottjukat a létrejövő bizottságba, mely február 28-án terjesztette be a Zsinat Iskolaügyi Szakbizottságának tervezetét). 2002-ben centenáriumi ünnepe alkalmából saját pedagógus kitüntetést alapított.

## Elnökei
- Dóczi Imre 1902-1930
- S. Szabó József 1930-1944
- vitéz dr. Bessenyei Lajos 1931-1945
- Papp Ferenc 1946-1950
- dr. Nagy Mihály 1992-1997 (1997-től tiszteletbeli elnök)
- Papp Kornél 1997-1999
- dr. Korsós Bálint 1999-2001
- dr. Horkay György 2001-2005
- dr. Győri János 2005-2009
- dr. Korsós Bálint 2010-2014